# Westerwijk
Westerwijk is een buurtschap in de gemeente Hilvarenbeek in de Nederlandse provincie Noord-Brabant.

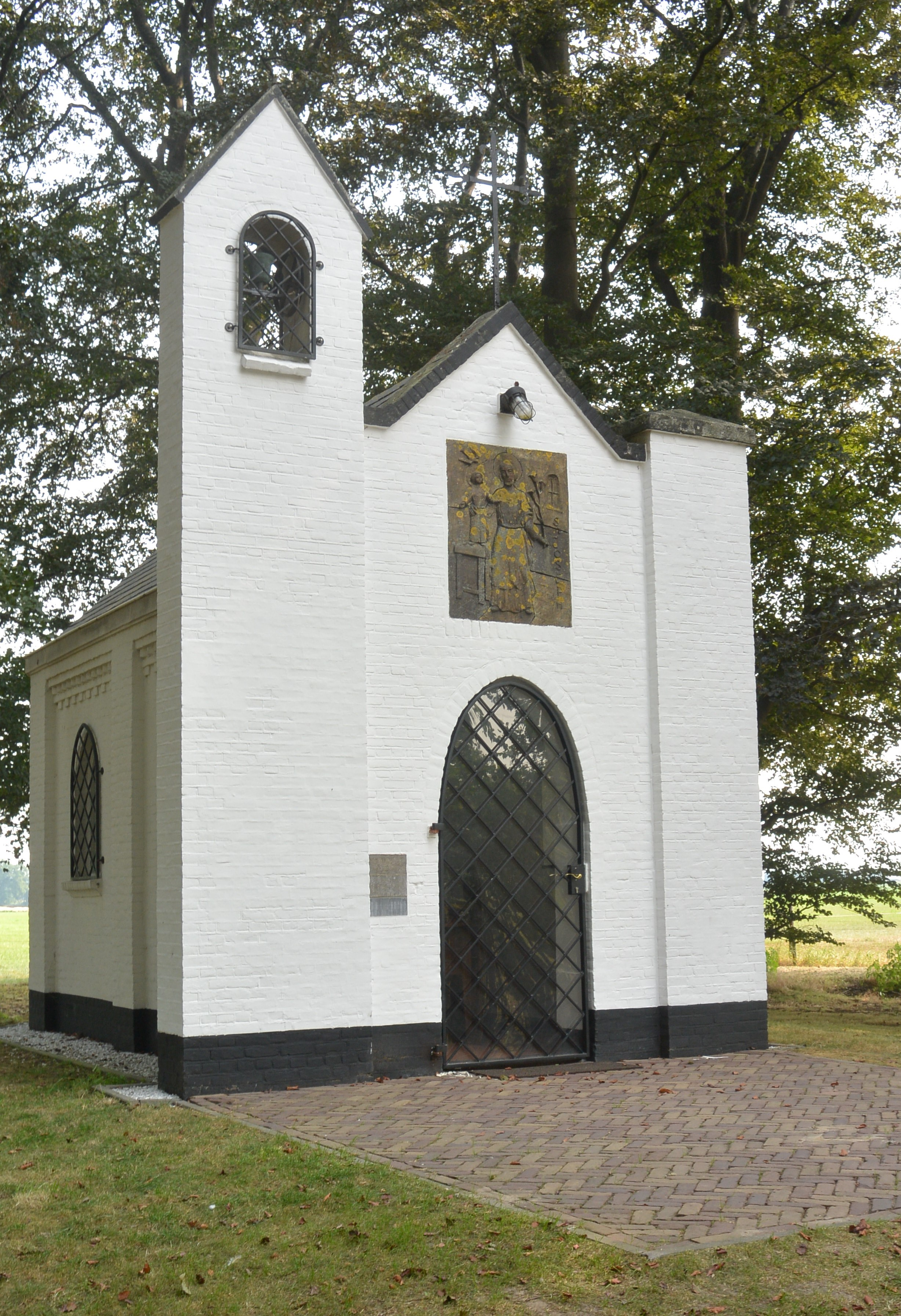
Kapel op de Westrik

## Ligging
De buurtschap ligt halverwege Tilburg en het dorp Hilvarenbeek, en wordt doorsneden door de N269.
Het deel ten westen wordt ook wel Groot Westerwijk genoemd, en de oostzijde Klein Westerwijk of de Westrik.
Ten noorden van de buurtschap lagen de zandverstuivingen van de Beekse Bergen, tegenwoordig het Speelland Beekse Bergen.

## Geschiedenis

### Middeleeuwen
De naam Wystreuuic komt voor in een oorkonde van Paus Eugenius III, waarin hij het St Janskappittel te Luik onder zijn bescherming neemt en alle schenken aan dit kapittel bekrachtigd, waaronder de kerk van Westerwijk.
In de middeleeuwen werd Westerwijk ook geschreven als Westerwie, Wistrewich of Wystrewic.De naam zou volgens een overlevering ontstaan zijn vanuit een kasteel, dat in Moergestel gestaan moet hebben, en van waaruit men het westen Westerwijk, en het oosten Oisterwijk noemde.
De bovengenoemde kerk zou de Lambertuskapel geweest kunnen zijn, gewijd aan St Lambertus van Maastricht, die samen met St.Willibrordus het christendom aan de heidenen in de Kempen bracht.

#### De sage van Johanna van Brabant
Volgens de oudst genoteerde versie uit 1838 over de redding van Johanna van Brabant staat in de Donkven te Westerwijk sinds 1390 een houten kruis. De boeren uit die streek hielpen de hertogin toen zij was vastgeraakt in het moeras. Johanna schonk de boeren daarom 64 bunders grond. Het houten kruis werd geplaatst als herinnering aan het voorval, maar diende tevens als waarschuwing voor vreemdelingen. Niemand mocht inbreuk maken op de rechten die Johanna de boeren van de Westerwijk had gegeven.

### Vanaf de 16e eeuw
Nadat de Lambertuskapel vervallen was geraakt, werd hij rond 1600 weer opgebouwd, waarna de kapel als schuilkerk diende in de retorsietijd. In 1967 werd de kapel gewijd aan Sint Jozef.
Nadat Biest-Houtakker in 1922 een eigen dorpskerk kreeg, kerkten de gelovigen van de Westrik in de Biest.

Westerwijk is in tegenstelling tot Oisterwijk altijd een gehucht gebleven binnen de Heerlijkheid Hilvarenbeek.

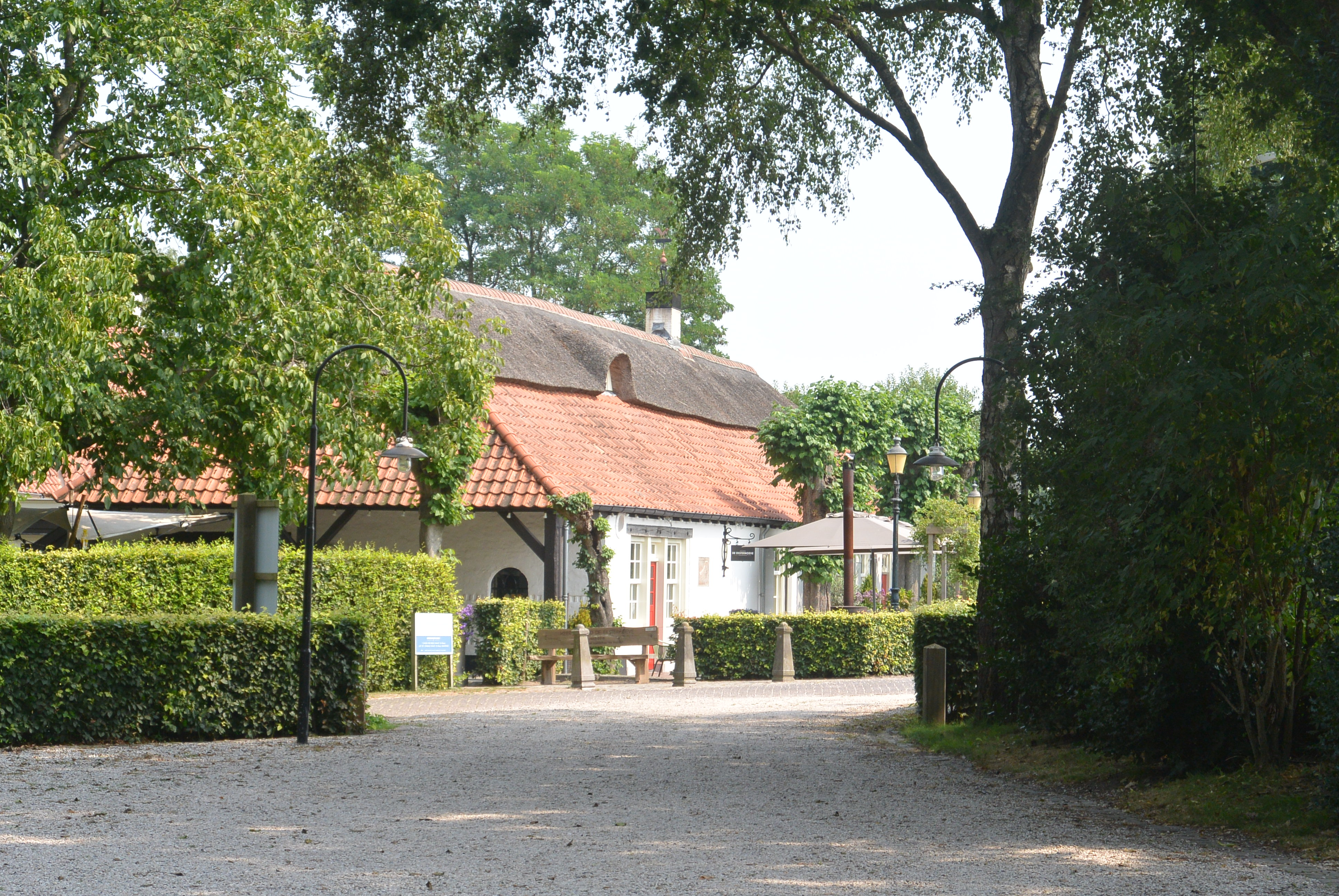
De Eksterhoeve

## Bezienswaardigheden
- De St.Jozefkapel
- De Eksterhoeve, een in 1668 gebouwde boerderij, annex brouwerij en herberg.

## Sport en recreatie
- De Zware Brommer Club "De Terrasracers"is gevestigd in Westerwijk.

Hoofdplaats: Hilvarenbeek      Dorpen: Baarschot · Biest-Houtakker · Diessen · Esbeek · Haghorst

Buurtschappen en gehuchten: Den Opslag (deels) · Driehuizen · Dun · Groenstraat · Gorp · Groot-Loo · Groote Voort · Heikant · Hoogeind · Hoog Spul · Klein Loo · Kleine Voort · Laag Spul · Roovert · Tulder · Waterstraat · Westerwijk

Noord-Brabant: Steden en dorpen      Nederland: Provincies · Gemeenten